# Sphecodes illinoensis
Sphecodes illinoensis là một loài Hymenoptera trong họ Halictidae. Loài này được Robertson mô tả khoa học năm 1903.